# Финнеган, Брайан

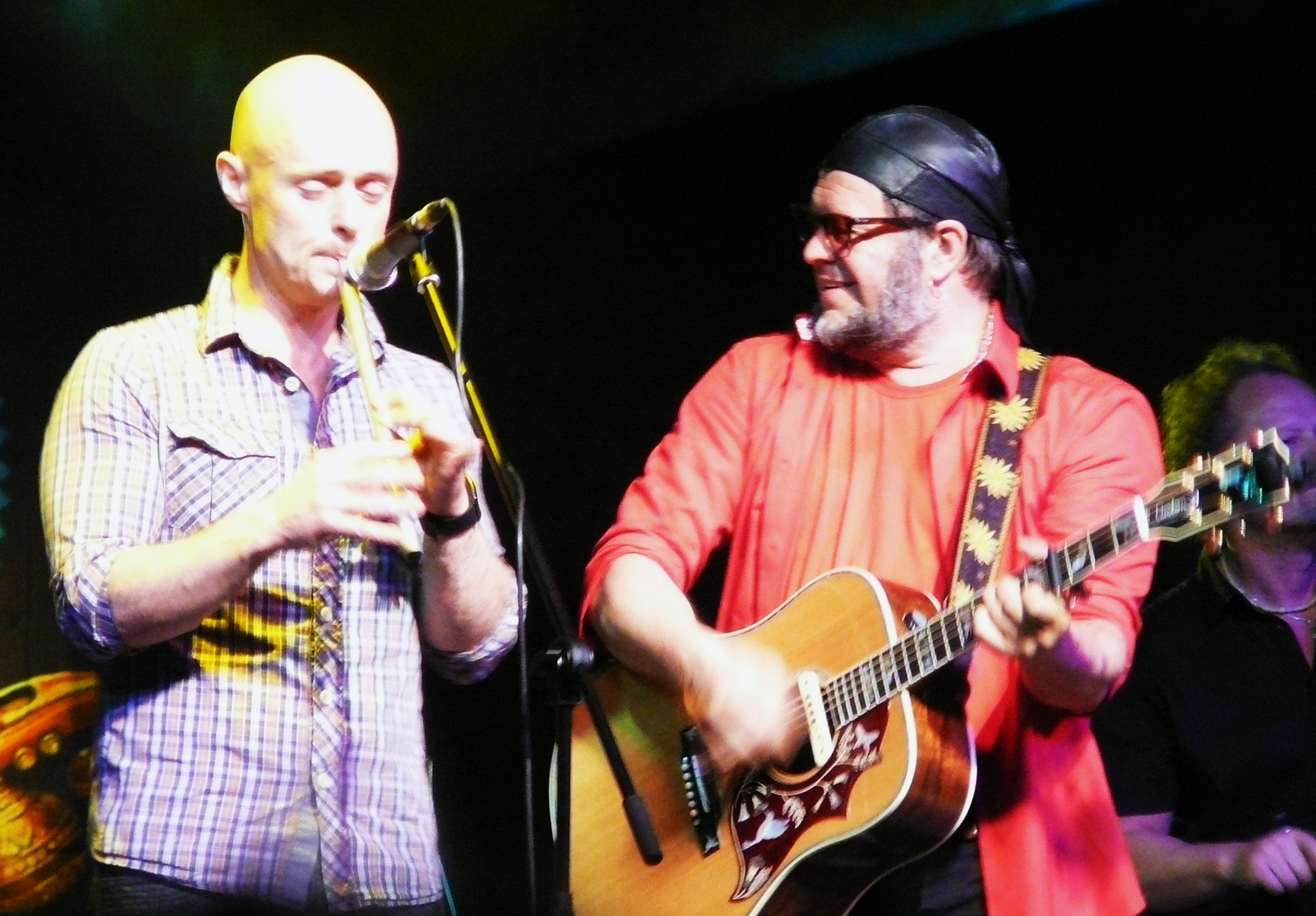
Брайан Финнеган и Борис Гребенщиков на концерте группы «Аквариум», проходившем в рамках юбилейного тура «4.000 лет» (Казань, 24 апреля 2012 г.).

Брайан Финнеган (англ. Brian Finnegan; 20 августа 1969, Арма, Северная Ирландия) — музыкант, исполнитель на вистле и ирландской флейте.

## Биография
Родился в городе Арма. В детстве занимался лёгкой атлетикой, и из-за сильных лёгких получил рекомендацию попробовать себя в музыке. Он начал учиться играть на волынке, затем перешёл на флейту. С 12 лет его стали приглашать играть со взрослыми группами и ездить на гастроли.
Впервые Финнеган обратил на себя внимание публики, играя в составе ирландской группы Upstairs in a Tent. Затем, в 1993 году, он выпустил сольный альбом «When the Party’s Over», записанный на Redesdale Studios.
С 1995 года играет с группой Flook (премия BBC Folk Awards 2006 в номинации «Лучшая Группа»).
С 2006 года Брайан Финнеган принимает участие в записи альбомов и концертах российской рок-группы «Аквариум». Он вошёл в состав созданного в 2007 году Борисом Гребенщиковым проекта «Аквариум International».
В 2009 году состоялся совместный тур Финнегана и гитариста Уильяма Коултера по Калифорнии и Ирландии.
Последнее время музыкант работает над новым фолк-проектом The Singing Tree.

## Скандалы
25 декабря 2021 года Финнегана не пустили в Россию на московский новогодний концерт группы «Аквариум». Перед началом концерта в Москве Борис Гребенщиков сказал со сцены:
Наш флейтист Брайан Финнеган прилетел вчера вечером в Москву. Его взяли под белые ручки, отобрали у него паспорт, посадили в каталажку, где он просидел восемь часов, всю ночь. А утром сказали, что нам такие, как вы не нужны и выкинули его за собственный счёт обратно под конвоем. Что хотите, то и делайте с этим. В этой истории нет положительного конца.